# 巴克霍恩鎮區 (伊利諾伊州布朗縣)
巴克霍恩（英語：Buckhorn）是位於美國伊利諾伊州布朗縣的一個行政鎮區。

## 地方資料
根據2010年美國人口普查的數據，巴克霍恩的面積為98.30平方千米，當中陸地面積為98.10平方千米，而水域面積為0.20平方千米。當地共有人口95人，而人口密度為每平方千米0.97人。